# Luau (Zambia)
Luau è un ward dello Zambia, parte della Provincia di Luapula e del Distretto di Chienge.